# In trappola (film 1995)
In trappola è un film del 1995, diretto da J.F. Lawton.

## Trama
Paul Racine, un informatico francese, è in viaggio in Giappone e, una sera, incontra una donna giapponese con la quale passa la notte. Poi assiste al suo assassinio da parte di tre ninja. Testimone dell'omicidio, dopo aver visto scoperto il volto del capo Kinjo, viene preso di mira e lasciato per morto. Racine, ancora braccato dal clan di Kinjo, trova rifugio presso un ninja giapponese, Takeda, che gli insegna le arti marziali e lo addestra per il suo confronto finale contro Kinjo.